# Amalgamations Group
 (janvier 2024).
Si vous disposez d'ouvrages ou d'articles de référence ou si vous connaissez des sites web de qualité traitant du thème abordé ici, merci de compléter l'article en donnant les références utiles à sa vérifiabilité et en les liant à la section « Notes et références ».
 (janvier 2024).
 (janvier 2024).
Amalgamations Group (ex-Simpson Group) est un conglomérat industriel et commercial indien basé à Madras, dans l'État de Tamil Nadu, qui possède de nombreuses filiales industrielles et commerciales comme la fabrication de tracteurs et machines agricoles, de produits auxiliaires pour automobiles, de plantations, de commerce et de services.

## Histoire

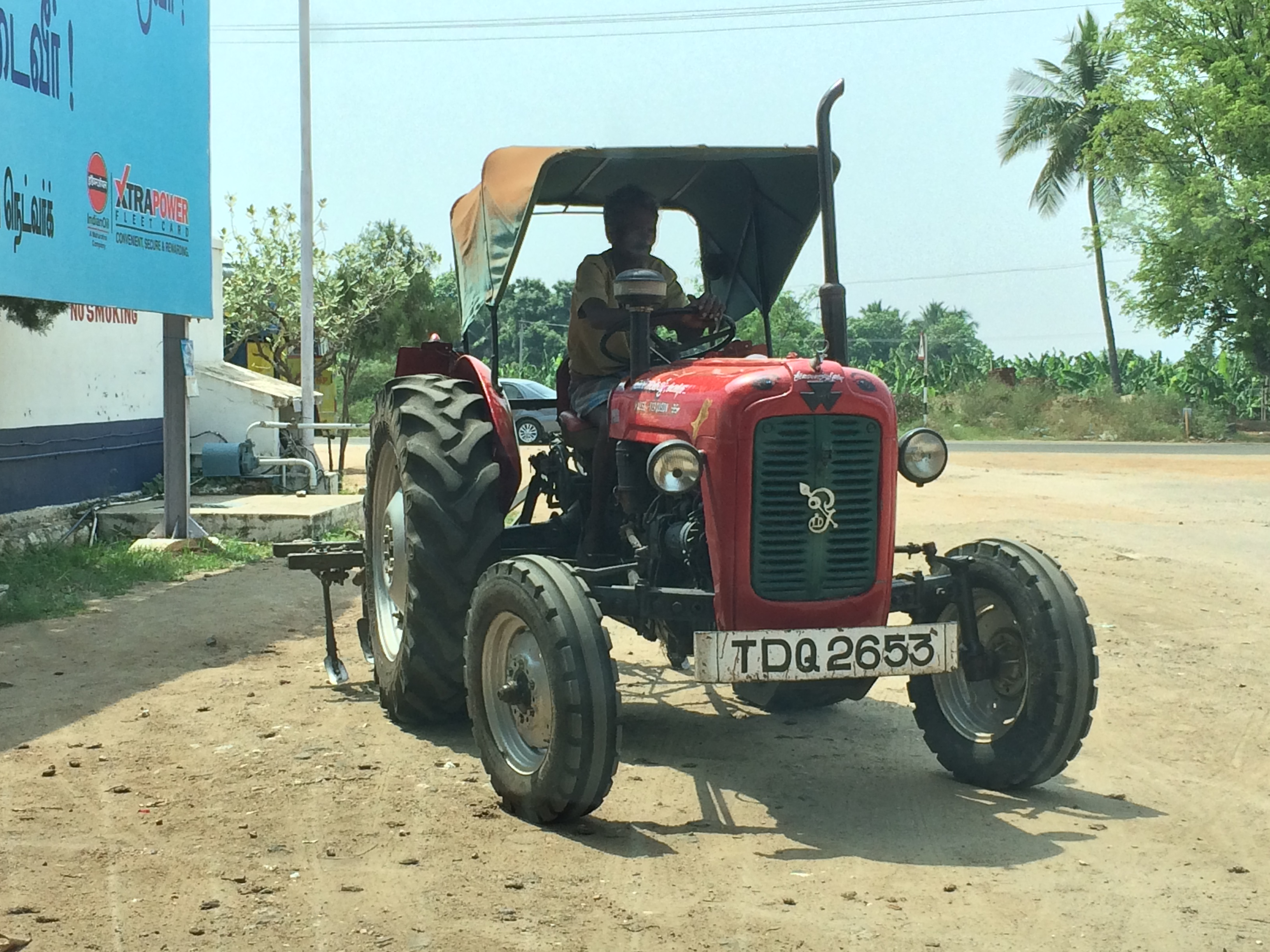
TAFE Massey-Ferguson 25HP - Le tracteur qui est resté très longtemps l'un des plus populaire en Inde

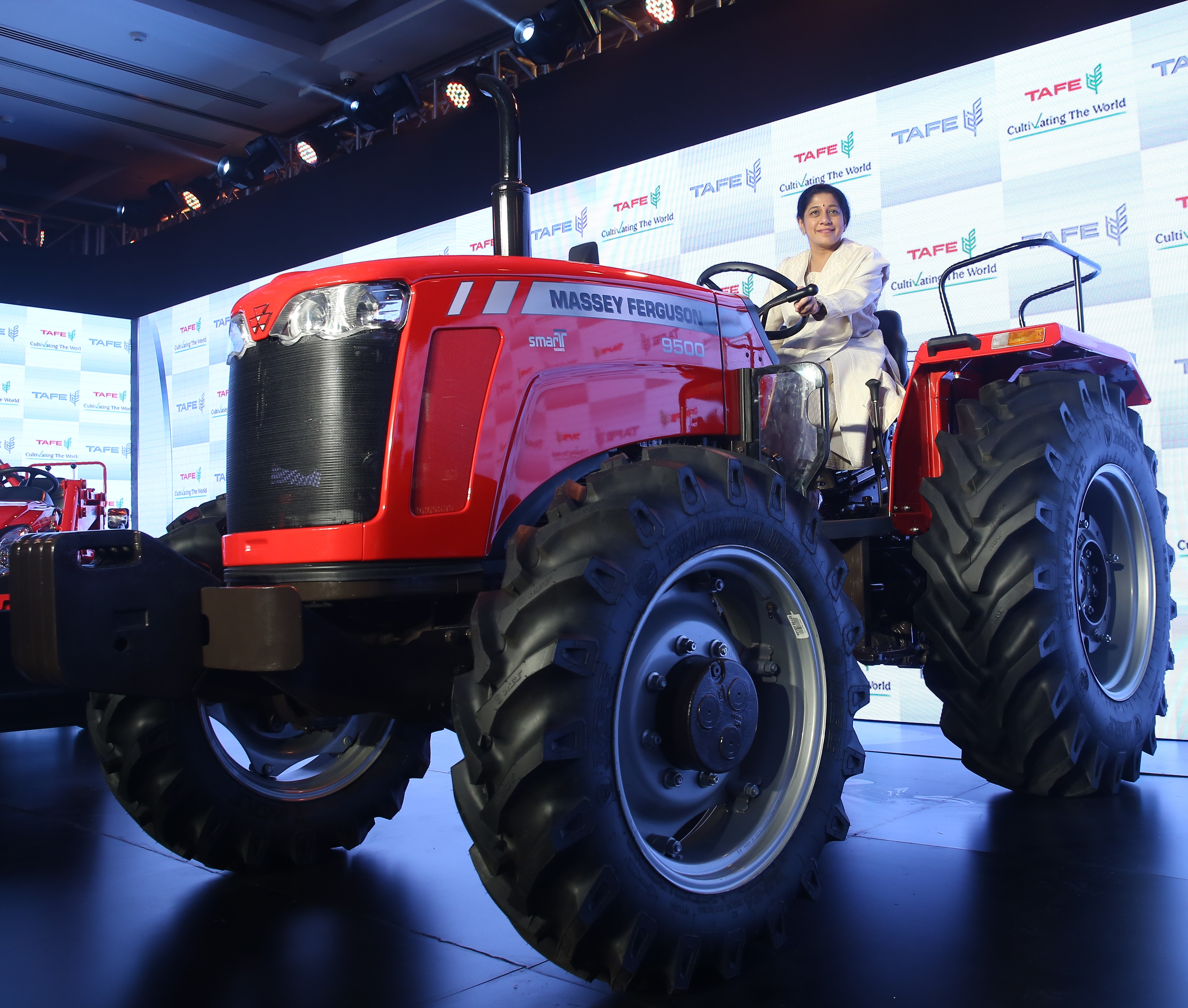
La présidente et CEO de TAPE, Mallika Srinivasan sur un tracteur MF 9500 SMART en 2016

Le groupe Amalgamations a été créé par Shri. S. Anantharamakrishnan (en) ou simplement « J » comme on l'appelait affectueusement qui, au début des années 1940, était directeur chez Simpsons & Co. En 1941, il en prend la direction et rassemble plusieurs sociétés britanniques ayant des intérêts dans les plantations, l'ingénierie, le commerce et les services.

## Filiales
Les filiales les plus importantes sont :
- TAFE Ltd - Tractors & Farm Equipment Ltd, plus connue sous le nom TAFE, est le 3e fabricant de tracteurs au monde[5]. Distribués dans plus de 100 pays c'est une société indienne de tracteurs créée en 1960 à Chennai. Son chiffre d'affaires annuel était de 1,2 milliard euros en 2018[6]. TAFE vend plus de 180 000 tracteurs par an[7]. Le partenariat de TAFE avec AGCO Corporation et la marque Massey Ferguson date de plus de 60 ans. TAFE est un actionnaire important du groupe américain AGCO Corporation qui est un fabricant de tracteurs et de matériel agricole.
- Simpsons & Co. - la société Simpsons & Co. a été créée en 1840 par un citoyen écossais qui avait prévu le fort potentiel de l'Inde pour la construction d'autocars et les voitures. Simpsons a lancé le premier moteur diesel en Inde en 1951 grâce à un accord avec Perkins Ltd. pour les fabriquer localement sous licence à partir de 1955. Simpson & Co a débuté la fabrication de tracteurs agricoles équipés de moteurs diesel et est devenu l'un des principaux fabricants de moteurs diesel hautes performances dans la gamme de 10 à 100 ch.
- Bimetal Bearings Ltd - Bimetal Bearings a été créé en 1961 en collaboration avec Clevite Inc. (USA) et Repco Ltd (Australie). BBL dispose d'usines intégrées, assurant toutes les phases de fabrication depuis les matières premières jusqu'aux produits finis et couvre tous segments du spectre automobile : voitures particulières, MUV, LCV, M&HCV, les tracteurs, les moteurs industriels et les deux-roues, sans oublier les véhicules de défense et ferroviaires.
- India Pistons - Anticipant la révolution des composants automobiles en Inde, IPL a été créée par MS Anantharamakrishnan en juillet 1949. IPL est devenu le premier producteur de composants automobiles auxiliaires en Inde.
- T. Stanes & Co - L'entreprise de plantation de thé et séchage de café Stanes a été créée en 1861 par Sri Robert Stanes. La société s'est diversifiée notamment dans les engrais (1890), l'automobile (1940). L'entreprise a développé un réseau de plus de 12 000 revendeurs. Stanes est devenue une très importante entreprise indienne dans la fabrication et la commercialisation d'une gamme diversifiée de produits comprenant les engrais organiques, les micronutriments, les biofertilisants, les pesticides botaniques, les insecticides microbiens, les fongicides microbiens, les nématicides microbiens, les anti-transpirants, les immuno-modulateurs et des semences.
- AMCO Batteries - AMCO a été la première entreprise de batteries en Inde à créer une usine de fabrication en 1932 à Bangalore sous le nom d'Accumulator Manufacturing Company. Le groupe Amalgamations a repris l'entreprise en 1955.
- Higginbotham's - Depuis 1844, Higginbotham's, enseigne de points presse et livres est présente dans 50 gares du sud de l'Inde et à l'aéroport de Chennai. Higginbotham's est entré dans le giron du groupe Amalgamations en 1945, représente de grandes maisons d'édition internationales. C'est l'un des plus grands détaillants de matériel pédagogique destiné aux étudiants et aux institutions.
- Addisons Paint - Addison est une agence de création et de communication comptant plus de 100 collaborateurs.
- Shardlow India - Créé en 1960 en collaboration avec Ambrose Shardfow & Co. Ltd. (UK), l'un des principaux fabricants de vilebrequins forgés et usinés. Juste après l'indépendance de l'Inde en 1947, le Groupe a entamé une collaboration avec des industriels étrangers pour répondre aux impératifs de l'industrialisation. Shardlow India était l'une de ces entreprises promues par Simpson & Co Ltd en 1960 pour la fabrication de pièces forgées. Le groupe a noué des collaborations techniques avec des leaders mondiaux comme Perkins Ltd., Massey Ferguson, AE Group, GKN/UEF, Gould Inc., Clevite Corporation, Repco et LM Van Moppes. Yuasa Battery Company, NPR, Nippon Oils & Fats et DAIDO sont les liens récents du groupe.
- T. Stanes & Co. Ltd. - T. Stanes ressentait un fort sentiment de responsabilité dans la sauvegarde de la planète et de l'environnement. Cela a incité l'entreprise à intensifier la recherche et à créer des intrants agricoles biodégradables, respectueux de l'environnement et sûrs à utiliser, tout en protégeant les cultures et en augmentant le rendement.

La société exploite quatre divisions : ingénierie, la division agricole, la division des plantes médicinales et la division des produits de consommation et industriels (CIP).
Le laboratoire d'essais Phyto-Pharma, rattaché à la division Herbal, est reconnu par le gouvernement de l'Inde, département d'Ayush.
Amalgamations Group compte plus de 47 sociétés et 50 usines de fabrication.